# Groundation

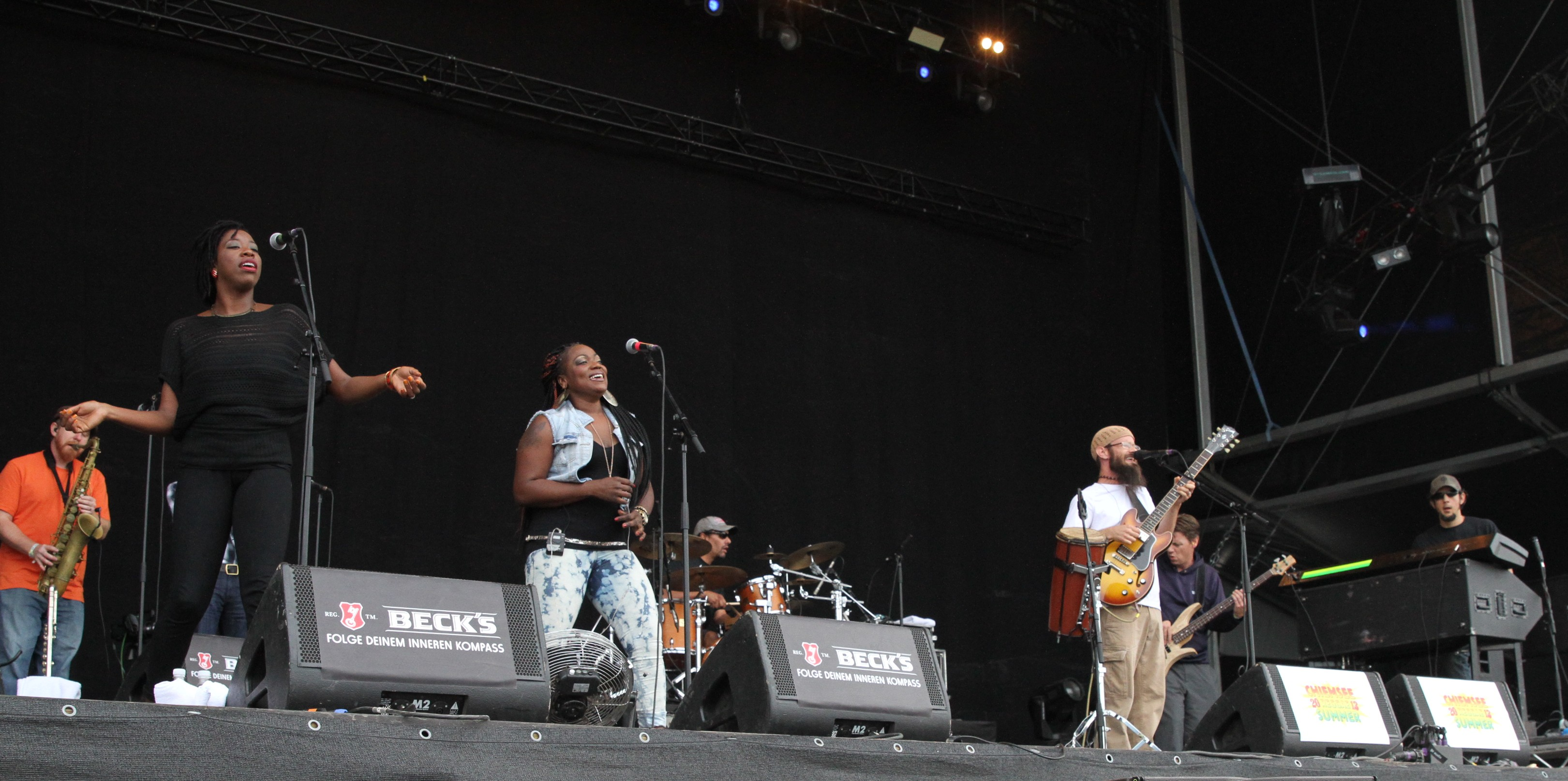
Groundation (2013)

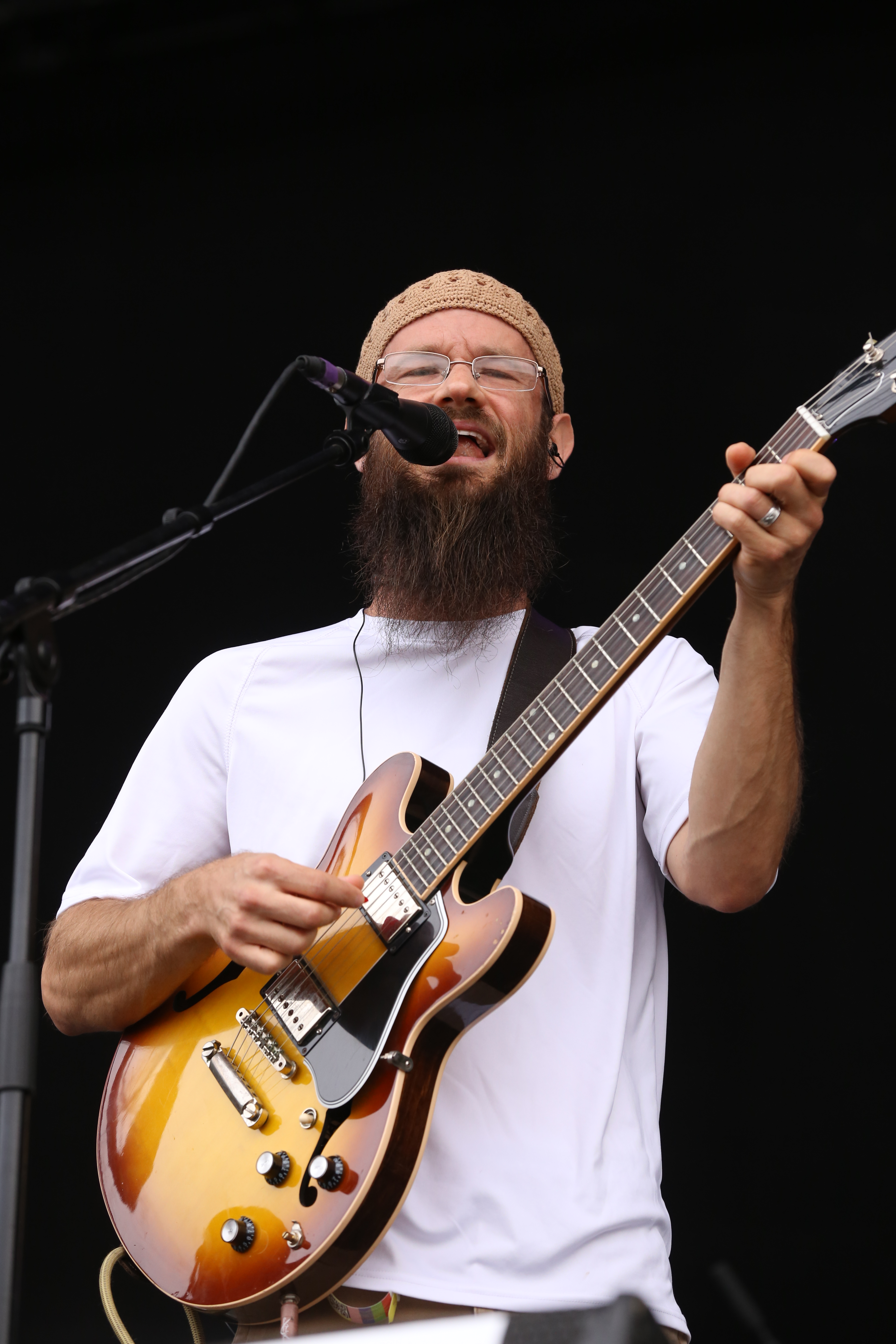
Harrison Stafford (2013)

A Groundation egy kaliforniai roots reggae zenekar, zenéjükben dzsessz és dub betétekkel.

## Történet
A zenekart 1998-ban alapította Harrison Stafford, Marcus Urani, és Ryan Newman. 1999-ben létrehozták saját lemezkiadó vállalatukat, a Young Tree Records-ot, ahol még ebben az évben meg is jelent első albumuk, Young Tree néven (amit 2002-ben újrakeverve ismét kiadtak). A következő albumuk az Each One Teach One 2001-ben látott napvilágot. A 2002-ben megjelent Hebron Gate című albumon vendégként közreműködik a Black Uhuru-ból ismert Don Carlos, valamint a The Congos zenekar. 2003-as év folyamán került kiadásra kizárólag bakeliten a Dragon Wars névre hallgató dub album, amely a Hebron Gate dalait értelmezi újra. We Free Again című negyedik stúdió lemezük 2004 novemberében látott napvilágot, ezt követte a 2005-ös Dub Wars, amely a két utolsó albumot öleli föl, szintén dub stílusban. Következő stúdióalbumuk a 2006-os Upon The Bridge. A Groundation zenekar legújabb albuma Here I Am címmel 2009. június 23-án jelent meg.

### Rockamovya projekt
2008-ban a Groundation együttes alapító tagjai egy új zenei formációt hívtak életre Rockamovya néven. Az új zenekarban Harrison Stafford, Marcus Urani és Ryan Newman mellett a doboknál a jamaikai  Leroy "Horsemouth" Wallace, gitáron pedig az amerikai dzsesszgitáros Will Bernard szerepel vendégzenészként. A zenekar stílusát tekintve tovább viszi a Groundation zenei hagyományait, melyben sikeresen ötvözik a reggae és a dzsessz elemeit. Első albumuk Rockamovya címmel jelent meg 2008. július 17-én.

## Jelenlegi Tagok
- Harrison Stafford – ének, gitár
- Ryan Newman – basszusgitár
- Marcus Urani – billentyűk
- David "Diesel" Chachere – trombita
- Kelsey Howard – harsona
- Paul Spina – dobok
- Kerry Ann Morgan – vokál
- Kim Pommell – vokál
- Mingo Lewis Jr – konga, ütős hangszerek

## Albumok

### Stúdió albumok
- 1999: Young Tree (2002-ben újra kiadva)
- 2001: Each One Teach One
- 2002: Hebron Gate
- 2004: We Free Again
- 2005: Dub Wars
- 2006: Upon the Bridge
- 2009: Here I Am

## Külső hivatkozások
- Groundation A zenekar hivatalos oldala
- Young Tree Records A lemezkiadó hivatalos oldala